# Franco Galbiati
Franco Galbiati (Monza, 22 maggio 1938 – Lissone, 2 aprile 2013) è stato un velocista italiano. Nel 1956 prese parte ai Giochi olimpici di Melbourne dove si classificò terzo nella sua batteria di qualificazione dei 100 metri piani, non passando quindi alla fase successiva, ma arrivò al quarto nella staffetta 4×100 metri con i connazionali Giovanni Ghiselli, Luigi Gnocchi e Vincenzo Lombardo.

## Palmarès
| Anno | Manifestazione  | Sede      | Evento                | Risultato | Prestazione  | Note |
| ---- | --------------- | --------- | --------------------- | --------- | ------------ | ---- |
| 1956 | Giochi olimpici | Melbourne | 100 metri piani       | Batteria  | 10"9 (11"00) |      |
| 1956 | Giochi olimpici | Melbourne | Staffetta 4×100 metri | 4º        | 40"3 (40"43) |      |